# Рудоуправління
Рудоуправління (рос. рудоуправление, англ. ore mining and processing company, нім. Bergverwaltung f, Erzgrubenverwaltung f) – підприємство з видобутку і переробки руд корисних копалин (залізних руд, манґанових руд і т.д.), глин, щебеню тощо. 
Р. мали місце г.ч. до реформування гірничої галузі в 1990-х роках. Наприклад, у складі об’єднання “Кривбасруда”, що у Криворізькому залізорудному басейні, розташованому у Дніпропетровській області України, було: 
- 1) Р. ім. ХХ партз’їзду – дві шахти. Глибина розробки 1100 м. Запаси руди 130 млн т. Вміст заліза 56,6 %. Річний видобуток 3,4 млн т.
- 2) Р. ім. Ф.Дзержинського – чотири шахти, кар’єр. Глибина гірничих робіт 700–800 м. Запаси 500 млн т із вмістом заліза 32,5 % та 28 млн т із вмістом заліза 46–69 %. Річний видобуток 5,5 млн т.
- 3) Р. ім. С. Кірова – чотири шахти, кар’єр. Глибина розробки 900 м. Запаси руди 280 млн т. Вміст заліза 55,6 %. Річний видобуток 9,3 млн т.
- 4) Р. ім. Комінтерну – три шахти. Глибина шахт 1000 м. Запаси руди 100 млн т. Вміст заліза 61,1 %. Річний видобуток 2,3 млн т.
- 5) Р. ім. В.Леніна – дві шахти. Глибина розробки 1200 м. Запаси руди 100 млн т із вмістом заліза 57 % та 280 млн т із вмістом заліза 37,3 %. Річний видобуток 3,7 млн т.
- 6) Р. ім. К. Лібкнехта – одна шахта. Глибина розробки 1300 м. Запаси руди 140 млн т із вмістом заліза 58 % та 620 млн т із вмістом заліза 32,8 %. Річний видобуток 2,6 млн т.
- 7) Р. ім. Р. Люксембург – три шахти. Глибина розробки 1100 м. Запаси руди 80 млн т. Вміст заліза 59,2 %. Річний видобуток 2,6 млн т.
- 8) Р. ім. М. Фрунзе – одна шахта. Запаси руди 50 млн т. Вміст заліза 58,3 %. Річний видобуток 2,1 млн т.

Сьогодні на основі багатьох Р. створено холдингові компанії.